# Flávio Conceição
Flávio da Conceição (Santa Maria da Serra, 12 giugno 1974) è un ex calciatore brasiliano, di ruolo centrocampista.
Ha speso la sua carriera principalmente in Spagna, giocando per Deportivo la Coruña e Real Madrid; a livello di club si è aggiudicato tre campionati spagnoli (tra cui la storica Liga 1999-2000 col Deportivo), due campionati brasiliani e la UEFA Champions League 2001-2002, mentre con la casacca della nazionale brasiliana ha partecipato alle vittoriose edizioni della Copa America del 1997 e 1999.
Possiede il passaporto spagnolo.

## Caratteristiche tecniche
Centrocampista difensivo molto dinamico e portato al contrasto, seppur non in possesso di grandi qualità tecniche; si distingueva per grinta, corsa e dedizione alla causa.
La coppia di centrocampo che ha formato con il connazionale Mauro Silva nel periodo a La Coruña è entrata nell'immaginario collettivo degli anni 90 come una delle più dure da affrontare per gli attaccanti avversari, grazie alle notevoli capacità di copertura dei due.
Dopo la fine dell'esperienza al Deportivo, numerosi infortuni ne hanno condizionato il rendimento portandolo all'esclusione dalla nazionale e a un ritiro precoce a soli 31 anni.

## Carriera

### Club

#### Esordi e affermazione in Brasile
Esordisce diciottenne nel Rio Branco Esporte Clube, nella stagione 1992-1993. L'ottima stagione d'esordio gli fa guadagnare la chiamata del Palmeiras, uno dei più blasonati club del Brasile; nei tre anni successivi è titolare inamovibile del club, che tra il 1993 e il 1999 allestisce una squadra di alto livello (comprendente giocatori come Roberto Carlos, Cafu, Rivaldo, Edmundo, Mazinho, Djalminha) e attraversa il periodo più vincente della propria storia: Conceicao conquista subito il campionato brasiliano, il primo per il club dopo un'astinenza di vent'anni, bissando il successo nel 94; nello stesso anno conquista anche il campionato statale, il primo dopo 17 anni di attesa, bissando il successo nel 96. Durante la militanza nel Palmeiras svilupperà una forte intesa con i compagni Rivaldo, Luizao e Djalminha, con i quali si ritroverà successivamente sia in nazionale che a La Coruña.

#### La consacrazione in Europa e le vittorie al Deportivo
Durante l'estate del 1996, assieme al compagno Renaldo, viene acquistato per circa 5 milioni di euro dagli spagnoli del Deportivo La Coruña, sebbene a causa delle limitazioni vigenti a quel tempo in Spagna sul numero di giocatori stranieri tesserabili dai club non può essere schierato fino alla pausa invernale, quando il compagno di reparto Mauro Silva ottiene lo status di cittadino comunitario; nonostante le offerte di club di primo piano come Real Madrid, Inter e Parma, Conceicao decide di rispettare la parola data al presidente del Deportivo, che per primo si era mosso per il suo acquisto.
Nonostante alcune difficoltà iniziali dovute anche ad alcune incomprensioni con l'allenatore John Toshak, sul finire della stagione 1996-1997 conquista definitivamente il posto da titolare accanto al connazionale Mauro Silva, andando a comporre una formidabile cerniera difensiva a supporto di una squadra molto offensiva, che schierava contemporaneamente giocatori molto tecnici come Fran, Donato, Martin Vazquez e Rivaldo. Al termine della sua prima stagione in Spagna, conclusasi con il cambio di allenatore che ha visto l'ex manager del Palmeiras Carlos Alberto Silva assumere la guida tecnica della squadra, Conceicao conquista un terzo posto in campionato.
Le due stagioni successive sono avare di successi di squadra, che si classifica prima dodicesima e poi sesta,con due allenatori esonerati fino all'insediamento del basco Javier Irureta; nonostante questo, a livello individuale per Conceicao le due stagioni sono molto positive, tanto da attirare su di sé le attenzioni dei grandi club europei come Milan e Inter, le cui offerte vengono però respinte dal presidente del Deportivo, Lendoiro.
La sua ultima stagione a La Coruña si conclude con la storica vittoria del titolo di Primera Division, il primo e finora ultimo della storia del club; Conceicao è una delle colonne portanti della formazione galiziana, e termina la stagione con 27 presenze e 4 gol.

#### Real Madrid e declino
Nell'estate del 2000 Conceicao è il secondo acquisto del neo presidente del Real Madrid Florentino Perez, che per il suo cartellino paga 26 milioni di euro. Conceicao viene acquistato assieme al francese Claude Makelele, giocatore dalle caratteristiche molto simili a quelle dell'ex compagno di reparto al Deportivo, Mauro Silva, col difficile compito di sostituire il partente Fernando Redondo, simbolo dei blancos; la coppia con il mediano francese fu pensata per dare equilibrio a una squadra con un enorme talento offensivo, il cosiddetto "Real dei galácticos". Nonostante la vittoria di altri due titoli di campione di Spagna e la vittoria della UEFA Champions League 2001-2002, Conceicao è vittima di numerosi infortuni e scende in campo sporadicamente, totalizzando appena 45 presenza complessive in tre anni e senza offrire un rendimento adeguato nelle poche partite giocate.

#### Ultimi anni e ritiro
Ormai fuori dai progetti del Real Madrid, viene mandato in prestito al Borussia Dortmund con diritto di riscatto fissato a circa 10 milioni di euro; sceglie di indossare la maglia numero 6, libera dal ritiro dalla leggenda giallonera Mattias Sammer. In Germania passa un anno senza convincere, e si trasferisce in Turchia, al Galatasaray, al termine della stagione. Qui conquista una coppa di Turchia ma manca l'accesso alla Champions League, che avrebbe implicato un rinnovo automatico del contratto; si trasferisce così al Panathinaikos, in Grecia, dove trascorre un'ultima stagione senza punti esclamativi prima di annunciare il ritiro a causa dei molteplici infortuni occorsigli nelle ultime stagioni.
Termina così la carriera da calciatore a soli 32 anni, dopo aver giocato solamente 80 partite nelle ultime 6 stagioni, a causa dell'evidente calo di rendimento e dei numerosi infortuni.

### Nazionale
Ha partecipato alle vittoriose edizioni della 1997 e 1999 della Copa América, giocando la seconda da titolare; è rimasto però escluso dai convocati per il campionato del mondo 1998, non senza polemiche da parte di stampa e giocatore. Le ultime presenze in nazionale coincidono con la fine dell'avventura al Deportivo La Coruña, poco prima di uscire definitivamente dal giro della Seleção a causa dei frequenti infortuni.

## Palmarès

### Club

#### Competizioni statali
- Torneo Rio-San Paolo: 1

Palmeiras: 1993
- Campeonato Paulista: 2

Palmeiras: 1994, 1996

#### Competizioni nazionali
- Campionato brasiliano: 2

Palmeiras: 1993, 1994
- Campionato spagnolo: 3

Deportivo La Coruña: 1999-2000
Real Madrid: 2000-2001, 2002-2003
- Supercoppa di Spagna: 1

Real Madrid: 2001
- Coppa di Turchia: 1

Galatasaray: 2004-2005

#### Competizioni internazionali
- UEFA Champions League: 1

Real Madrid: 2001-2002
- Supercoppa UEFA: 1

Real Madrid: 2002
- Coppa Intercontinentale: 1

Real Madrid: 2002

### Nazionale
- Bronzo olimpico: 1

Atlanta 1996
- Coppa America: 2

1997, 1999
- Confederations Cup: 1

1997